# カンナビノイドCB2受容体
カンナビノイドCB2受容体またはカンナビノイド受容体2型（英: cannabinoid CB2 receptor, cannabinoid receptor type 2）は、カンナビノイド受容体ファミリーに属するGタンパク質共役受容体（GPCR）であり、ヒトではCNR2遺伝子によってコードされている。カンナビノイドCB1受容体と密接に関連しているが、エンドカンナビノイド（内因性カンナビノイド）を介したシナプス前抑制や、大麻の成分であるテトラヒドロカンナビノール（THC）やその他フィトカンナビノイド（植物性カンナビノイド）による精神活性作用を主に担っているのはCB1受容体である。CB2受容体の主要な内因性リガンドは2-アラキドノイルグリセロール（2-AG）である。
CB2受容体は、THCの薬理学的性質の説明となる2番目のカンナビノイド受容体を探索していたケンブリッジ大学の研究グループによって、1993年にクローニングされた。CB2受容体は、1990年に発見されていたCB1受容体とのアミノ酸配列の類似性に基づいて、cDNAライブラリから同定された。この受容体の発見によって、免疫系に対するカンナビノイドの作用の分子的説明が可能となった。

## 構造
CB2受容体はCNR2遺伝子によってコードされている。ヒトのCB2受容体は約360アミノ酸から構成され、473アミノ酸長のCB1受容体よりも若干短い。
GPCRに共通してみられる特徴として、CB2受容体は7回膜貫通ドメイン、グリコシル化されたN末端、そして細胞内のC末端を有する。CB2受容体のC末端は、リガンドによる受容体の脱感作や、アゴニストの反復投与後のダウンレギュレーションの調節に重要な役割を果たしているようであり、おそらく特定のリガンドに対する応答性の低下を引き起こしている。
ヒトのCB1受容体とCB2受容体とのアミノ酸の類似性は約44%である。受容体の膜貫通領域のみを比較した場合には、類似性は約68%となる。ヒトと齧歯類の間でのCB2受容体のアミノ酸配列の保存性は、CB1受容体ほどには高くない。計算機モデリングによると、CB1受容体とCB2受容体のリガンド選択性の差異を決定しているのは、CB2受容体のS3.31やF5.46とリガンドとの相互作用であるようである。CB2受容体では、親油性の官能基がF5.46残基と相互作用することで、S3.31との水素結合の形成が可能となる。これらの相互作用によって受容体のコンフォメーション変化が誘導され、細胞内のさまざまなシグナル伝達経路の活性化が開始される。シグナル伝達経路活性化の正確な分子機構の解明にはさらなる研究が必要である。

## 機構
CB1受容体と同様に、CB2受容体はGi/oαサブユニットを介してアデニル酸シクラーゼの活性を阻害する。ヒトの白血球では、CB2受容体はGsαサブユニットとも共役して細胞内のcAMP濃度の増加をもたらすことも示されている。また、Gβγサブユニットを介してMAPK/ERK経路と共役することが知られている。MAPK/ERK経路は複雑かつ高度に保存されたシグナル伝達経路であり、成熟した組織や発生中の組織において多くの細胞過程を調節している。CB2受容体アゴニストによるGβγサブユニットを介したMAPK/ERK経路の活性化は、最終的には細胞遊走の変化を引き起こす。
内因的に産生されるカンナビノイドとしては、アラキドノイルエタノールアミン（アナンダミド）、2-アラキドノイルグリセロール（2-AG）、2-アラキドノイルグリセリルエーテル（ノラジンエーテル）、ビロダミン、N-アラキドノイルドーパミン（NADA）の5種類が知られている。これらリガンドの多くはCB2受容体において機能的選択性を示すようであり、2-AGはMAPK/ERK経路を活性化し、一方でノラジンエーテルはアデニル酸シクラーゼを阻害する作用をもたらす。

## 発現

### 発現にまつわる議論
当初、CB2受容体は末梢組織にのみ発現しており、CB1受容体が神経上の受容体であると考えられていたが、免疫染色を用いた研究によりCB2受容体が神経でも発現していることが示された。しかしその後、CB2受容体ノックアウトマウスでも同様の染色パターンがみられることが明らかとなった。その原因としては、免疫染色に用いられた抗体が神経上のCB2受容体以外のタンパク質と反応している、またはノックアウト後も産生されている非機能的タンパク質に対して抗体が反応しているといった可能性が考えられたが、ここからCB2受容体が中枢神経系に発現しているかどうかに関する長い議論が始まることとなった。2014年には細胞内でCB2受容体が発現した際に蛍光タンパク質が発現するように改変された新たなマウスモデルが記載されるなど、この問題を解決するための新たなツールの開発が試みられている。現在では中枢神経系においてCB2受容体は低レベルで発現しており、多くの過程に関与していることを支持するエビデンスが蓄積しているが、神経系におけるCB2受容体の発現の正確なマッピングは未だ行われておらず、より特異性の高い抗体の開発が続けられている。

### 免疫系
CB2受容体の発現パターンに関する初期の研究では、末梢での免疫系におけるCB2受容体の存在に焦点が当てられており、脾臓、扁桃、胸腺におけるCB2受容体の存在が明らかにされた。ヒトの末梢血単核球におけるCB2受容体の発現は、全細胞を用いた放射性リガンド結合アッセイによってタンパク質レベルで確認された。さらに、ノーザンブロット解析によって免疫組織におけるCNR2遺伝子の発現が示され、サイトカインの放出を媒介していることが明らかにされた。CB2受容体は、単球、マクロファージ、B細胞、T細胞などの免疫細胞上に局在している。

### 脳
CB2受容体の発現パターンに関するその後の研究により、CB2受容体遺伝子の転写産物は脳内でも発現していることが明らかにされた。しかしながら、その発現はCB1受容体ほどには高くなく、また異なる細胞に位置していることが示された。CB1受容体とは異なり、CB2受容体は脳内では主にミクログリアに存在している。CB2受容体は中枢神経系の一部（脳幹など）の神経細胞でも発現しているが、その発現は非常に低レベルである。CB2受容体はラットの網膜の一部の細胞種でも発現している。機能的なCB2受容体は腹側被蓋野や海馬の神経細胞でも発現しており、中枢神経系における広範な発現と機能的重要性、特に神経シグナル伝達と関連した重要性を支持する証拠となっている。

### 消化器系
CB2受容体は消化器系全体にも存在しており、腸の炎症応答を調節している。そのためCB2受容体は、クローン病や潰瘍性大腸炎などの炎症性腸疾患（IBD）の治療標的となる可能性がある。エンドカンナビノイドは腸内微生物叢に対する不要な免疫作用の阻害に重要な役割を果たしており、この系の機能不全（脂肪酸アミド加水分解酵素（FAAH）の過剰な活性など）によってIBDが引き起こされる可能性がある。また、CB2受容体の活性化は過敏性腸症候群（IBS）の治療にも関与している可能性がある。カンナビノイド受容体アゴニストはIBS患者の腸の運動性を低下させる。

### 末梢神経系
CB2受容体特異的アゴニストの投与によって、これらの受容体が末梢神経系における鎮痛作用の媒介にも関与していることが明らかにされている。しかしながら、CB2受容体は侵害受容ニューロンには発現しておらず、現時点では神経細胞以外の未解明の細胞に存在していると考えられている。可能性してはマスト細胞が候補に挙げられており、これらの細胞は炎症応答を促進することが知られている。こうしたカンナビノイドによる阻害によって、侵害刺激の知覚の低下が引き起こされている可能性がある。

## 機能

### 免疫系
CB2受容体の機能に関する主な研究では、白血球の免疫学的活性に受容体が及ぼす影響に焦点が当てられてきた。この受容体は具体的には、免疫抑制、アポトーシスの誘導、細胞遊走の誘導など、さまざまな調節機能への関与が示唆されてきた。CB2受容体アゴニストはGi/oαサブユニットを介したアデニル酸シクラーゼの阻害によって、細胞内のcAMP濃度の低下を引き起こす。また、ヒトの白血球ではCB2受容体はGsαサブユニットを介してシグナルを伝達し、IL-6やIL-10の誘導をもたらす場合もある。免疫応答の調節におけるcAMPカスケードの正確な役割に関しては現在でも議論があるが、CB2受容体アゴニストによるアデニル酸シクラーゼの阻害は転写因子であるCREBのDNAへの結合の減少を引き起こすことが示されている。この減少によって重要な免疫調節遺伝子の発現の変化、最終的には免疫機能の抑制が引き起こされる。
合成カンナビノイドアゴニストJWH-015のCB2受容体に対する影響を調べた研究では、cAMP濃度の変化によってLTKのTyr505のリン酸化が引き起こされ、T細胞受容体シグナル伝達の阻害がもたらされることが明らかにされている。そのため、CB2受容体アゴニストは炎症や痛みの治療に有用である可能性があり、特に神経障害性疼痛など、従来の治療に対する反応性が乏しいタイプの痛みに対する治療法の研究が行われている。
CB2受容体は辺縁体B細胞のホーミングと保持の調節への関与も示唆されている。ノックアウトマウスを用いた研究では、辺縁体B細胞やその前駆細胞であるT2-MZPの双方について、CB2受容体がこれらの発生には不要であるが維持には不可欠であることが明らかにされている。この受容体を欠くB細胞やその前駆細胞は細胞数が減少し、この現象は2-AGシグナルによって辺縁体へのB細胞の遊走が誘導されることで説明される。CB2受容体が存在しない場合、IgMの産生も低下する。こうした過程の機構は十分には理解されていないが、CB2受容体活性化依存的なcAMP濃度の低下によるCREB調節遺伝子の転写の低下が関係していることが示唆されている。

### 臨床応用
CB2受容体は、アルツハイマー病などの神経変性疾患の治療標的となる可能性がある。具体的には、CB2受容体アゴニストJWH-015はマクロファージによる凍結ヒト試料中の天然アミロイドβタンパク質の除去を誘導することが示されている。アルツハイマー病患者ではアミロイドβタンパク質は老人斑と呼ばれる凝集体を形成し、神経機能の破壊が引き起こされている。
エンドカンナビノイド濃度やCB2受容体発現の変化は、心血管、消化器、肝臓、腎臓、骨、皮膚や肺の疾患、神経変性疾患、自己免疫疾患、精神疾患から疼痛やがんまで、ヒトに影響を及ぼすほぼすべての疾患で報告されている。こうした広くみられる傾向は、疾患やその進行状態に応じた、選択的なアゴニストまたはインバースアゴニスト/アンタゴニストによるCB2受容体活性の調節がユニークな治療法となる可能性を秘めていることを示唆している。

### コカイン報酬の調節
マウスでは、コカインの自己投与に対してCB2受容体アゴニストが及ぼす影響の研究が行われている。JWH-133の全身投与によって、マウスはコカイン自己注入回数が低下するとともに、自発運動活性やブレークポイント（コカインを得るためにレバーを押す最大回数）も減少する。側坐核へのJWH-133の局所注入でも全身投与と同様の効果が示される。また、JWH-133の全身投与によって側坐核の基底レベルの細胞外ドーパミン濃度やコカイン誘発性の上昇も低減する。構造的に異なるCB2受容体アゴニストであるGW-405,833でも同様の結果が得られ、またこれらの効果はCB2受容体アンタゴニストAM-630の投与によって反転する。

## 結合親和性
|                              | CB1受容体に対する親和性 (Ki) | CB1受容体に対する効力 | CB2受容体に対する親和性 (Ki) | CB2受容体に対する効力 | 種類   | 出典   |
| ---------------------------- | ---------------------------- | --------------------- | ---------------------------- | --------------------- | ------ | ------ |
| アナンダミド                 | 78 nM                        | パーシャルアゴニスト  | 370 nM                       | パーシャルアゴニスト  | 内因性 |        |
| N-アラキドノイルドーパミン   | 250 nM                       | アゴニスト            | 12000 nM                     | ?                     | 内因性 | [ 46 ] |
| 2-アラキドノイルグリセロール | 58.3 nM                      | フルアゴニスト        | 145 nM                       | フルアゴニスト        | 内因性 | [ 46 ] |
| ノラジンエーテル             | 21 nM                        | フルアゴニスト        | 480 nM                       | フルアゴニスト        | 内因性 |        |
| テトラヒドロカンナビノール   | 10 nM                        | パーシャルアゴニスト  | 24 nM                        | パーシャルアゴニスト  | 植物性 | [ 47 ] |
| EGCG                         | 33.6 μM                      | アゴニスト            | >50 μM                       | ?                     | 植物性 | [ 48 ] |
| EGC                          | 35.7 μM                      | アゴニスト            | >50 μM                       | ?                     | 植物性 | [ 48 ] |
| ECG                          | 47.3 μM                      | アゴニスト            | >50 μM                       | ?                     | 植物性 | [ 48 ] |
| N-アルキルアミド             | -                            | -                     | <100 nM                      | パーシャルアゴニスト  | 植物性 | [ 49 ] |
| β-カリオフィレン             | -                            | -                     | <200 nM                      | フルアゴニスト        | 植物性 | [ 49 ] |
| ファルカリノール             | <1 μM                        | インバースアゴニスト  | ?                            | ?                     | 植物性 | [ 49 ] |
| ルタマリン                   | -                            | -                     | <10 μM                       | ?                     | 植物性 | [ 49 ] |
| 3,3'-ジインドリルメタン      | -                            | -                     | 1 μM                         | パーシャルアゴニスト  | 植物性 | [ 49 ] |
| AM-1221                      | 52.3 nM                      | アゴニスト            | 0.28 nM                      | アゴニスト            | 合成   | [ 50 ] |
| AM-1235                      | 1.5 nM                       | アゴニスト            | 20.4 nM                      | アゴニスト            | 合成   | [ 51 ] |
| AM-2232                      | 0.28 nM                      | アゴニスト            | 1.48 nM                      | アゴニスト            | 合成   | [ 51 ] |
| UR-144                       | 150 nM                       | フルアゴニスト        | 1.8 nM                       | フルアゴニスト        | 合成   | [ 52 ] |
| JWH-007                      | 9.0 nM                       | アゴニスト            | 2.94 nM                      | アゴニスト            | 合成   | [ 53 ] |
| JWH-015                      | 383 nM                       | アゴニスト            | 13.8 nM                      | アゴニスト            | 合成   | [ 53 ] |
| JWH-018                      | 9.00 ± 5.00 nM               | フルアゴニスト        | 2.94 ± 2.65 nM               | フルアゴニスト        | 合成   | [ 53 ] |